# Mistrzostwa Polski w Kolarstwie Szosowym 2024
Mistrzostwa Polski w Kolarstwie Szosowym 2024 – zawody w kolarstwie szosowym mające wyłonić najlepszych zawodników i zawodniczki w Polsce w sezonie 2024.

## Medaliści
| Mistrzostwa Polski w Kolarstwie Szosowym 2024 | Mistrzostwa Polski w Kolarstwie Szosowym 2024 | Mistrzostwa Polski w Kolarstwie Szosowym 2024   | Mistrzostwa Polski w Kolarstwie Szosowym 2024 | Mistrzostwa Polski w Kolarstwie Szosowym 2024 | Mistrzostwa Polski w Kolarstwie Szosowym 2024          | Mistrzostwa Polski w Kolarstwie Szosowym 2024 |
| Data                                          | Państwo                                       | Wyścig                                          | Zwycięzca                                     | Drugie miejsce                                | Trzecie miejsce                                        |                                               |
| --------------------------------------------- | --------------------------------------------- | ----------------------------------------------- | --------------------------------------------- | --------------------------------------------- | ------------------------------------------------------ | --------------------------------------------- |
| 20 cze                                        | Polska                                        | Mistrzostwa Polski – jazda indywidualna na czas | Filip Maciejuk (Bora-Hansgrohe)               | Kamil Gradek (Bahrain Victorious)             | Szymon Sajnok (Q36.5 Pro Cycling Team)                 |                                               |
| 20 cze                                        | Polska                                        | Mistrzostwa Polski – jazda indywidualna na czas | Marta Jaskulska (Ceratizit-WNT Pro Cycling)   | Marta Lach (Ceratizit-WNT Pro Cycling)        | Agnieszka Skalniak-Sójka (Canyon-SRAM Racing)          |                                               |
| 23 cze                                        | Polska                                        | Mistrzostwa Polski – start wspólny              | Norbert Banaszek (Mazowsze Serce Polski)      | Bartosz Rudyk (ATT Investments)               | Patryk Stosz (Felt Felbermayr)                         |                                               |
| 23 cze                                        | Polska                                        | Mistrzostwa Polski – start wspólny              | Dominika Włodarczyk (UAE Team ADQ)            | Marta Jaskulska (Ceratizit-WNT Pro Cycling)   | Zuzanna Chylińska (TKK Pacific Toruń - Nestlé Fitness) |                                               |